# Police Scotland
La Police Scotland (in inglese: Police Scotland; in inglese scozzese: Polis Scotland; in gaelico scozzese: Poileas Alba, Polizia della Scozia) chiamata legalmente Police Service of Scotland (Seirbheis Phoilis na h-Alba, Servizio di polizia della Scozia) è la polizia nazionale scozzese, istituita il 1º aprile 2013.

## Storia
L'8 settembre 2011 il governo scozzese ha annunciato di voler creare una forza di polizia nazionale per la Scozia, unendo le otto forze di polizia regionali: Central Scotland Police, Dumfries e Galloway Constabulary, Fife Constabulary, Grampian Police, Lothian and Borders Police, Northern Constabulary, La polizia di Strathclyde e la polizia di Tayside e due organi speciali: la Scottish Crime and Drug Enforcement Agency e la Scottish Police Services Authority.
Il governo ha affermato che la riforma dovrebbe rispondere alle esigenze di polizia locale nominando i capi della polizia locale per ciascun comune scozzese, con il dovere statutario di cooperare con il governo locale nella progettazione del servizio di polizia locale.
Un obiettivo dell'istituzione della polizia nazionale era garantire la parità di accesso ai servizi e alle competenze nazionali e speciali, come le indagini su reati gravi e la repressione, indipendentemente dal tempo e dal luogo.
Le forze di polizia stanno collaborando con le altre autorità di polizia britanniche operanti in Scozia, la British Transport Police, la Civil Nuclear Constabulary e la Ministry of Defence Police, che non sono soggetti al governo scozzese.

## Capi della polizia
| N° | Capo della polizia            | Inizio           | Fine             | Durata              | Note                                                                               |
| -- | ----------------------------- | ---------------- | ---------------- | ------------------- | ---------------------------------------------------------------------------------- |
| 1  | Sir Stephen House             | 1º ottobre 2012  | 30 novembre 2015 | 3 anni e 60 giorni  |                                                                                    |
| –  | Neil Richardson (ad interim)  | 30 novembre 2015 | 5 gennaio 2016   | 0 anni e 36 giorni  | Capo della polizia ad interim                                                      |
| 2  | Phil Gormley                  | 5 gennaio 2016   | 8 settembre 2017 | 1 anno e 246 giorni | Si è dimesso ufficialmente il 7 febbraio 2018 dopo un periodo di ferie retribuite. |
| –  | Iain Livingstone (ad interim) | 8 settembre 2017 | 27 agosto 2018   | 0 anni e 353 giorni | Capo della polizia ad interim                                                      |
| 3  | Sir Iain Livingstone          | 27 agosto 2018   | 10 agosto 2023   | 4 anni e 348 giorni |                                                                                    |
| –  | Fiona Taylor (ad interim)     | 10 agosto 2023   | 9 ottobre 2023   | 0 anni e 60 giorni  | Capo della polizia ad interim                                                      |
| 4  | Jo Farrell                    | 9 ottobre 2023   | in carica        | 1 anno e 155 giorni |                                                                                    |